# 대구광역시보건환경연구원
대구광역시 보건환경연구원(大邱廣域市 保健環境硏究院)은 대구광역시의 보건·환경에 관한 검사 및 연구 업무를 운영하기 위해 대구광역시청 산하에 설치된 직속기관이다.
보건환경연구원장은 지방보건연구관, 지방환경연구관, 또는 지방수의연구관으로 보한다.

## 연혁
- 1986년 8월 15일: 대구직할시 보건연구소 설치
- 1987년 12월 31일: 대구직할시 보건환경연구소로 변경
- 1991년 5월 16일: 대구직할시 보건환경연구원으로 변경
- 1995년 1월 1일: 대구광역시 보건환경연구원으로 변경

## 조직
원장
- 총무과
- 보건연구부
- 환경연구부
- 동물위생시험소